# Fehrenberg
Der Fehrenberg ist ein 835,1 m ü. NHN hoher Berg im Thüringer Schiefergebirge. Sein Gipfel liegt etwa 1 km westsüdwestlich des Orts Masserberg. Zum benachbarten Eselsberg beträgt die Schartenhöhe 50,2 m. Ein Ausläufer des Fehrenbergs ist der Ersteberg. Eine Nebenkuppe ist der Masserberg (Schartenhöhe 8,2 m). Am Fehrenberg entspringen der Fehrenbach und die Biber.